# Top Gun: The Second Mission
Top Gun: The Second Mission is een videospel voor het platform Nintendo Entertainment System. Het spel werd uitgebracht in 1990. 

## Ontvangst
| Beoordeeld door                | Datum         | Score |
| ------------------------------ | ------------- | ----- |
| VideoGame                      | maart 1991    | 100%  |
| ASM (Aktueller Software Markt) | januari 1992  | 67%   |
| Total!! UK Magazine            | januari 1992  | 66%   |
| Joystick (Frans)               | december 1991 | 66%   |
| Mean Machines                  | november 1991 | 51%   |
| Super Power (Sweden)           | december 1994 | 22%   |